# Jos Chibougamau
Joseph Mannzotti, mieux connu sous les pseudonymes de Jos Chibougamau ou Jos Mann (né vers 1923 à Sault-Saint-Marie et décédé en 1976 à Montréal), est un prospecteur canadien et un homme fort québécois.

## Biographie
Joseph Mannzotti naît à Sault-Saint-Marie, Ontario, vers 1923. On sait peu de choses de sa jeunesse. Il aurait travaillé quelque temps sur un navire marchand, puis dans les mines de l'Ouest canadien. En 1945, il s'établit au campement minier de Chibougamau, mais sa première visite dans le secteur remonterait peut-être à 1939. Il y travaille comme prospecteur, mais effectue aussi des contrats de jalonnage, de chaînage et d'arpentage pour les compagnies minières. Il y fait la rencontre et devient un proche de l'auteur Larry Wilson, lors de son séjour à Chibougamau.
En 1955 à Montréal, il épouse Hélène Lavoie, artiste de cabaret. Le couple s'installe à Chibougamau et y vivront jusqu'à la mort de Joseph Mannzotti. Il décède à Montréal en 1976, à l'âge de 53 ans.
La vie de Jos. Chibougamau est nébuleuse : il se gagne une réputation d'homme fort, de cow-boy ou de justicier, alors que Chibougamau n'est qu'un campement minier,. Louis-Edmond Hamelin tente d'expliquer sa popularité ainsi : « Ainsi, c'est par l'ensemble des traits de sa personnalité (habileté, agréabilité, exploits originaux), par ses succès dans la prospection, par l'exploitation astucieuse de la sous-structure administrative, enfin, par une compréhension des petites gens que Jos bâtit sa réputation inégalée.
L'importance de sa fonction d'animateur au Moyen Nord pourrait, selon certains, rappeler celle du curé Labelle au Pré Nord, un demi-siècle auparavant. Les deux héros utilisent les franges pionnières comme « boulevards » du développement. Cependant, les méthodes, le niveau du pouvoir politico-religieux, l'engagement nationaliste et le différentiel nordique contribuent à expliquer que le « gars de Chibougamau » soit moins connu. »

## Toponymie
Le lac Jos-Mann dans le Nord-du-Québec, ainsi que la rue Jos-Mann et la mine Joe Mann à Chibougamau sont nommés en hommage à Joseph Mannzotti,,. Le lac Hélène-Mann dans le Nord-du-Québec rend hommage à son épouse, Hélène Lavoie.